# Hercule Poirot
Hercule Poirot ist eine Romanfigur der britischen Schriftstellerin Agatha Christie (1890–1976), ein stark von sich und seinen Fähigkeiten überzeugter belgischer Privatdetektiv. Seine belletristisch abgefasste Biographie lässt ihn als pensionierten Polizeibeamten während des Ersten Weltkriegs als Flüchtling ins Exil nach Großbritannien gehen.

## Lebenslauf
Hercule Poirot tritt, als bereits bekannter Detektiv, zuerst in The Mysterious Affair at Styles (Das fehlende Glied in der Kette) auf. Seinen letzten Fall hat er in Curtain (Vorhang). Beide Romane spielen in dem gleichen Landhaus namens Styles Court. Als Running Gag wird Poirot von seiner Umwelt häufig für einen Franzosen gehalten, wodurch der Belgier sich ständig zu Richtigstellungen veranlasst sieht. Er ist ausnehmend stolz auf seinen Schnurrbart sowie auf seine „kleinen grauen Zellen“, die ihm die Lösung seiner Fälle ermöglichen. Poirot besitzt einen übersteigerten Ordnungssinn, seine Kleidung ist stets so makellos, „als ob ein einziges Sandkorn ihm mehr Schmerzen zufügen könnte als eine Kanonenkugel“.
Seine kleine, dandyhafte Erscheinung, die ein Eierkopf abrundet, wird häufig als „lächerlich“ oder auch „Witzfigur“ beschrieben und führt ab und an dazu, dass er von Fremden nicht ernst genommen und mitunter für einen Friseur gehalten wird. Dies bringt ihm allerdings eher einen psychologischen Vorteil ein. Er selbst setzt die englische Sprache bewusst in diesem Sinne ein, wie häufig zu Beginn der Romane – so beispielsweise in Murder in Mesopotamia (Mord in Mesopotamien) aus den Kommentaren der Krankenschwester Amy Leatheran – deutlich wird. Seine ausgeprägte Egozentrik („Poirot weiß, was er tut!“) treibt den steifen britischen Scotland-Yard-Chefinspektor James „Jimmy“ Japp, mit dem er bereits 1904 im Falschmünzerskandal Abercrombie erstmals zusammengearbeitet hat, häufig zur Verzweiflung – dennoch leistet Poirot diesem stets unschätzbare Dienste bei der Lösung seiner Fälle, wofür der Polizeibeamte ihm am Ende jedes Mal wieder dankbar ist.
In einigen Hercule-Poirot-Romanen hat der Meisterdetektiv einen treuen und loyalen, wenn auch etwas begriffsstutzigen Adlatus, Captain Arthur Hastings, an seiner Seite, der auch der Ich-Erzähler einiger Geschichten ist. In manchen Geschichten offenbart sich Poirots zarte Romanze mit der russischen Kleinkriminellen Vera Rossakoff, die sich als eine während der Russischen Revolution nach England geflohene Gräfin ausgibt. Ansonsten bewahrt der belgische Detektiv der Damenwelt gegenüber meistens einen klaren Kopf. In der Kurzkrimisammlung Die ersten und die letzten Arbeiten des Herkules und dem Roman Die großen Vier wird als einziger Verwandter der Bruder von Hercule Poirot erwähnt, Achille Poirot, der ebenfalls einen Vornamen aus der griechischen Mythologie hat. Dieser Bruder entstammt jedoch, so Hercule Poirot in Die großen Vier, dem „Land des Mythos“, er ist also nicht existent.

## Literarischer Kunstgriff
Eines der grundlegenden Probleme von Kriminalromanen des 19. und frühen 20. Jahrhunderts war die soziale Schichtzugehörigkeit des Ermittelnden. Polizeiangestellte entstammten typischerweise den unteren sozialen Schichten und im klassenbewussten Großbritannien war es bis nach Ende des Zweiten Weltkriegs nicht realistisch vorstellbar, dass ein Angehöriger dieser Schicht ungehemmt im oberen Milieu ermitteln würde oder könnte. Gleichzeitig trafen jedoch insbesondere Kriminalromane mit einer Handlung unter den Angehörigen der oberen Schichten auf ein besonderes Leseinteresse. Die US-amerikanische Autorin Anna Katharine Green führte mit ihrem Kriminalroman That Affair Next Door (erschienen 1897) erstmals eine Lösung dieses Problems ein, indem dem ermittelnden Polizeibeamten ein Amateurdetektiv oder eine Amateurdetektivin an die Seite gestellt wird, die dieser Schicht angehören. Martha Halley Dubose weist darauf hin, dass Agatha Christie im Protagonisten Hercule Poirot eine weitere, elegante und originelle Lösung fand. Er ist auf Grund seiner Herkunft ein Außenseiter, für den die britischen Klassenschranken keine Geltung haben.

## Die Romane und Sammlungen von Kurzgeschichten
Agatha Christie schrieb 33 Romane mit Hercule Poirot. Hier zusammen mit den als Büchern erschienenen Sammlungen von Kurzgeschichten aufgeführt nach ihrem Erscheinen.
- Das fehlende Glied in der Kette / Das geheimnisvolle Verbrechen in Styles (englisch The Mysterious Affair at Styles, 1920), Roman
- Mord auf dem Golfplatz (englisch The Murder on the Links, 1923), Roman
- Poirot rechnet ab / Hercule Poirot rechnet ab (englisch Poirot investigates, 1924), Kurzgeschichtensammlung
- Alibi oder Roger Ackroyd und sein Mörder oder Der Mord an Roger Ackroyd (englisch The Murder of Roger Ackroyd, 1926), Roman
- Die großen Vier (englisch The Big Four, 1927), Roman zusammengestellt aus bereits erschienenen Kurzgeschichten
- Der blaue Express (englisch The Mystery of the Blue Train, 1928), Roman
- Das Haus an der Düne (englisch Peril at End House, 1932), Roman
- Dreizehn bei Tisch (englisch Lord Edgware dies / Thirteen at Dinner, 1933), Roman
- Mord im Orient-Express oder Die Frau im Kimono oder Der rote Kimono (englisch Murder on the Orient Express / Murder in the Calais Coach (USA), 1934), Roman
- Nikotin (englisch Three Act Tragedy/Murder in Three Acts (USA), 1934), Roman
- Tod in den Wolken (englisch Death in the Clouds / Death in the Air (USA), 1935), Roman
- Die Morde des Herrn ABC oder Der ABC-Fahrplan (englisch The ABC Murders, 1936), Roman
- Mit offenen Karten oder Karten auf den Tisch (englisch Cards on the Table, 1936), Roman
- Mord in Mesopotamien oder Eine Frau in Gefahr (englisch Murder in Mesopotamia, 1936), Roman
- Der Tod auf dem Nil (englisch Death on the Nile, 1937), Roman
- Der ballspielende Hund (englisch Dumb Witness / Poirot Loses a Client, 1937), Roman
- Hercule Poirot schläft nie (englisch Murder in the Mews and three other Poirot Cases, 1937), Kurzgeschichtensammlung
- Der Tod wartet oder Rendezvous mit einer Leiche (englisch Appointment with Death, 1938), Roman
- Hercule Poirots Weihnachten (englisch Hercule Poirot’s Christmas / Murder for Christmas / A Holiday for Murder), 1938, Roman
- Morphium (englisch Sad Cypress, 1940), Roman
- Das Geheimnis der Schnallenschuhe (englisch One, two, Buckle my Shoe / The Patriotic Murders, 1940), Roman
- Das Böse unter der Sonne oder Rätsel um Arlena (englisch Evil Under the Sun), 1941, Roman
- Das unvollendete Bildnis (englisch Five Little Pigs / Murder in Retrospect, 1942), Roman
- Das Eulenhaus (englisch The Hollow / Murder after Hours, 1946), Roman
- Die Arbeiten des Herkules (englisch The Labours of Hercules, 1947), Kurzgeschichtensammlung
- Der Todeswirbel (englisch Taken at the Flood / There is a Tide, 1948), Roman
- Vier Frauen und ein Mord (englisch Mrs. McGinty’s Dead / Blood will Tell, 1951), Roman
- Der Wachsblumenstrauß (englisch After the Funeral / Funerals are Fatal, 1953), Roman
- Die Kleptomanin (englisch Hickory, Dickory, Dock / Hickory, Dickory, Death, 1955), Roman
- Wiedersehen mit Mrs. Oliver (englisch Dead Man’s Folly, 1956), Roman
- Die Katze im Taubenschlag (englisch Cat Among the Pigeons, 1959), Roman
- Ein diplomatischer Zwischenfall (englisch The Adventure of the Christmas Pudding, 1960) Kurzgeschichtensammlung
- Auf doppelter Spur (englisch The Clocks, 1963), Roman
- Die vergessliche Mörderin (englisch Third Girl, 1966), Roman
- Die Schneewittchen-Party (englisch Hallowe’en Party, 1969), Roman
- Elefanten vergessen nicht (englisch Elephants can Remember, 1972), Roman
- Poirots erste Fälle (englisch Hercule Poirot’s Early Cases / Poirot’s Early Cases, 1974), Kurzgeschichtensammlung
- Vorhang (englisch Curtain, 1975), Roman
- Die mörderische Teerunde (englisch Problem at Pollensa Bay and Other Stories, 1991), Kurzgeschichtensammlung

## Poirots Fälle in chronologischer Reihenfolge

### Poirots Polizeijahre in Belgien
- Die Pralinenschachtel

### Beginn der Privatdetektivlaufbahn
Diese vier Geschichten spielen kurz nachdem Poirot nach England flüchtet (1917–1918).
- Das fehlende Glied in der Kette
- Mord auf dem Siegesball
- Der entführte Premierminister
- Das Erbe der Familie Lemesurier

### Die 1920er Jahre (1920 bis 1929)
Poirot wird in London sesshaft und eröffnet ein Büro als Privatdetektiv.

Dies sind die Jahre der Kurzgeschichten (26 Kurzgeschichten und nur vier Romane).
- Der Juwelenraub im Grand Hotel
- Das Abenteuer des Kreuzkönigs
- Das Verschwinden Mister Davenheims
- Das Geheimnis des Plymouth Express
- Die Augen der Gottheit
- Die Tragödie von Marsdon Manor
- Der raffinierte Aktiendiebstahl
- Die mysteriöse Wohnung
- Das Mysterium von Hunter’s Lodge
- Das Abenteuer des ägyptischen Grabes
- Poirot geht stehlen
- Poirot und der Kidnapper
- Stille vor dem Sturm
- Das Abenteuer des italienischen Edelmannes
- Das fehlende Testament
- Die U-Boot-Pläne
- Köchin gesucht
- Die verlorene Mine
- Die mysteriöse Angelegenheit in Cornwall
- Ein Indiz zuviel
- Aufregung an Weihnachten
- Mord auf dem Golfplatz
- Der Prügelknabe
- Vierundzwanzig Schwarzdrosseln
- Alibi
- Die großen Vier
- Der blaue Express
- Die Doppelsünde
- Das Wespennest
- Tot im dritten Stock

### Die 1930er Jahre (1930 bis 1940)
Hierbei handelt es sich um die Romanjahre (14 Romane, 22 Kurzgeschichten und ein Theaterstück).
Zwölf Kurzgeschichten entstammen dem Buch Die Arbeiten des Herkules. Die übrigen Geschichten, die hier aufgelistet sind, sind ebenfalls in diesem Zeitraum angesiedelt, wurden jedoch zuvor oder später veröffentlicht.
Das Theaterstück trägt den Titel Black Coffee und wurde von Agatha Christie geschrieben, da sie mit der Umsetzung ihrer Romane für das Theater sehr unzufrieden war. Mehr als zwanzig Jahre nach dem Tod der Autorin wurde das Stück von Charles Osborne zu einem Roman umgeschrieben.
- Black Coffee
- Das Rätsel der Truhe aus Bagdad
- Das Haus an der Düne
- The Second Gong
- Dreizehn bei Tisch
- Mord im Orient-Express / Die Frau im Kimono / Der rote Kimono
- Nikotin
- Tod in den Wolken
- Der verräterische Garten
- Die Morde des Herrn ABC
- Eine Tür fällt ins Schloss
- Urlaub in Rhodos
- Mord in Mesopotamien
- Mit offenen Karten
- Poirot riecht den Braten
- Auch Pünktlichkeit kann töten / Der Spiegel des Toten
- Der unglaubliche Diebstahl der Bomberpläne
- Der ballspielende Hund
- Lasst Blumen sprechen
- Der Traum
- Der Tod auf dem Nil
- Der Tod wartet / Rendezvous mit einer Leiche
- Hercule Poirots Weihnachten
- Die Lernäische Hydra
- Der Gürtel der Hippolyta
- Die Stymphaliden
- Der Kretische Stier
- Der Nemeische Löwe
- Die Arkadische Hirschkuh
- Der Erymanthische Eber
- Die Ställe des Augias
- Morphium
- Die Äpfel der Hesperiden
- Geryons Herde
- Die Stuten des Diomedes
- Das Geheimnis der Schnallenschuhe
- Die Gefangennahme des Zerberus

### Während des Zweiten Weltkrieges und danach
In diesem Zeitraum betritt eine neue Kriminalheldin – Miss Marple – die Bühne, und die Abenteuer von Hercule Poirot werden seltener.
Innerhalb von 36 Jahren verfasst Agatha Christie 14 Romane und zwei Kurzgeschichten. Bei den Kurzgeschichten handelte es sich aber nur um überarbeitete und erweiterte Versionen früherer Kurzgeschichten.
- Das Böse unter der Sonne / Rätsel um Arlena
- Das unvollendete Bildnis
- Das Eulenhaus
- Der Todeswirbel
- Vier Frauen und ein Mord
- Der Wachsblumenstrauß
- Die Kleptomanin
- Wiedersehen mit Mrs. Oliver
- Die Katze im Taubenschlag
- Ein diplomatischer Zwischenfall
- Die spanische Truhe
- Auf doppelter Spur
- Die vergessliche Mörderin
- Die Schneewittchen-Party
- Elefanten vergessen nicht

### Poirots letzter Fall
- Vorhang, Hercule Poirots letzter Fall (1975 veröffentlicht).

## Auszeichnungen
2000 erhielt Christies Hercule-Poirot-Reihe im Rahmen der Millenniumsfeierlichkeiten den US-amerikanischen Anthony Award als beste Kriminal- und Mysteryserie des Jahrhunderts und setzte sich gegen die nominierten Ed McBain (87. Polizeirevier), Marcia Muller (Sharon-McCone-Serie), Dorothy L. Sayers (Lord-Peter-Wimsey-Reihe) und Rex Stout (Nero-Wolfe-Serie) durch.

## Verfilmungen
Sechs Fälle des Hercule Poirot wurden für das Kino verfilmt. In der Verfilmung von Mord im Orient-Express war 1974 Albert Finney in der Rolle des Poirot zu sehen. Für seine Leistung wurde Finney für einen Oscar als Bester Hauptdarsteller nominiert. Zuvor war schon Tony Randall in Die Morde des Herrn ABC (1965) als Poirot aufgetreten. Daneben wurde der Detektiv auch von Sir Peter Ustinov dargestellt, zunächst in der Verfilmung von Tod auf dem Nil (1978) und in Das Böse unter der Sonne (1982). Später spielte Ustinov Poirot noch in drei Fernsehfilmen: Mord à la Carte (1985), Tödliche Parties und Mord mit verteilten Rollen (beide 1986). Ustinovs letzter Poirot-Film, Rendezvous mit einer Leiche, wurde 1988 gedreht. Seine Darstellung war jedoch zunehmend eher an seiner eigenen Persönlichkeit als an Christies Romanfigur orientiert.
Zwischen 1989 und 2013 stellte David Suchet Poirot weitgehend typgetreu in der siebzigteiligen englischen Fernsehserie Agatha Christie’s Poirot dar. Die letzte Staffel wurde zwischen 2012 und 2013 gedreht und noch im selben Jahr im britischen Fernsehen ausgestrahlt. Neben Suchet, der die Rolle des Inspektor Japp im oben genannten Mord à la Carte verkörperte, waren Hugh Fraser als Arthur Hastings, Philip Jackson als Inspektor Japp und Pauline Moran als Felicity Lemon wiederkehrende Schauspieler.
Zwei der vier Miss-Marple-Filme mit der englischen Schauspielerin Margaret Rutherford, nämlich Der Wachsblumenstrauß (1963) und Vier Frauen und ein Mord (1964), basieren auf den gleichnamigen Romanen Der Wachsblumenstrauß und Vier Frauen und ein Mord. Die eigentlich von Hercule Poirot gelösten Fälle wurden von den Drehbuchautoren für Miss Marple umgeschrieben.
2001 wurde Mord im Orient-Express (Murder on the Orient Express) als Fernsehfilm für das US-amerikanische Fernsehen produziert, in dem Alfred Molina die Hauptrolle des Hercule Poirot übernahm. 2004 produzierte NHK, ein japanischer Fernsehsender, eine 39-teilige Anime-Serie mit dem Titel Agatha Christie’s Great Detectives Poirot and Marple (Agasa Kurisutī no Meitantei Powaro to Māpuru). Die Serie, welche einige der bekanntesten Poirot- und Miss-Marple-Geschichten behandelt, lief vom 4. Juli 2004 bis zum 12. Mai 2005 und wird nun auf NHK und anderen Fernsehsendern in Japan wiederholt. Die Poirot-Figur wurde darin von Kōtarō Satomi, Miss Marple von Kaoru Yachigusa gesprochen.
Die Verfilmung Mord im Orient Express aus dem Jahr 2017 wurde von Kenneth Branagh inszeniert, der ebenfalls Hercule Poirot verkörpert. In weiteren Rollen sind unter anderem Johnny Depp, Michelle Pfeiffer, Josh Gad, Judi Dench, Olivia Colman, Daisy Ridley, Penélope Cruz und Branaghs jahrelanger Kollege, Derek Jacobi, zu sehen. Aufgrund des internationalen Erfolgs kündigte 20th Century Studios im selben Jahr eine Fortsetzung an; Tod auf dem Nil, Branaghs Wiederkehr als Regisseur und Poirot, sollte ursprünglich 2019 erscheinen, wurde dann aber unter anderem aufgrund der COVID-19-Pandemie nach hinten verschoben. Der Film erschien letztendlich am 11. Februar 2022. Der dritte Film mit Branagh als Regisseur und Hauptdarsteller, A Haunting in Venice, erschien am 14. September 2023 in den deutschen Kinos.
Die Morde des Herrn ABC und Mord im Orient-Express wurden 2018 ff. mit John Malkovich als Hercule Poirot neu verfilmt. In diesen Verfilmungen dominiert – im Gegensatz zu den sonstigen – eine düstere Stimmung, Hercule Poirot erscheint nicht als schrullig wirkendes Superhirn, sondern als gebrochener, an sich zweifelnder Charakter.

## Hörspiele
1958 bearbeitete der NDR den Roman Alibi als Hörspiel mit Josef Offenbach (Poirot) und Charles Regnier.
2006 brachte der SWR/MDR im Rahmen der „Krimisommer“-Reihe eine Hörspielreihe heraus mit Felix von Manteuffel in der Titelrolle. Vertont wurden acht Geschichten:
- 1. Eine Tür fällt ins Schloss
- 2. Vierundzwanzig Schwarzdrosseln
- 3. Der Traum
- 4. Der verräterische Garten
- 5. Urlaub auf Rhodos
- 6. Lasst Blumen sprechen
- 7. Tot im dritten Stock
- 8. Poirot und der Kidnapper

## Theateradaptionen
Seit einigen Jahren beschäftigt sich das Berliner Lesetheater „Hörspiele zum Zugucken“ mit Poirot-Geschichten. 2001 wurden freie szenische Bearbeitungen von Das Auge der Gottheit und Die Tragödie von Marsdon Manor aufgeführt; im März 2005 standen Der Juwelenraub im Grand Hotel und Das Abenteuer des Kreuz-Königs auf dem Spielplan. Die „Hörspiele zum Zugucken“ interpretieren die Poirot-Geschichten als Kriminalkomödien, oft mit einem Hang zur vergnüglichen Kriminal-Klamotte.

## Diskografie – Filmmusik
- Poirot at the movies – mit „Mord im Orientexpress“ von Richard Rodney Bennett und „Tod auf dem Nil“ von Nino Rota – Cloud Nine CNS 5007
- Mord im Orientexpress von Richard Rodney Bennett – DRG Records 19039
- Evil Under the Sun (Das Böse unter der Sonne) von Cole Porter – DRG 12615
- Mystery Movie Scores – mit der Musik aus „Appointment with Death“ von Pino Donaggio – Silva Screen SIL 5054-2 (edel company)
- Poirot – mit der Musik von Christopher Gunning aus den Fernseh-Folgen mit David Suchet – Virgin Records VTCD 8

## Comics
2004 erschien in Japan, gleichzeitig mit dem Serienstart von Agatha Christie’s Great Detectives Poirot and Marple, eine Mangareihe unter demselben Titel. Es wurden insgesamt 39 Hefte veröffentlicht.

## Neue Romane
Seit 2014 schreibt die englische Autorin Sophie Hannah die Romanreihe fort. Bislang sind vier von ihr geschriebenen Romane erschienen:
- Die Monogramm-Morde (englisch The Monogram Murders, 2014)
- Der offene Sarg (englisch Closed Casket, 2016)
- Das Geheimnis der vier Briefe (englisch The Mystery of Three Quarters, 2018)
- The Killings at Kingfisher Hill (2020)